# Кенгор, Пол
Пол Дж. Кенгор (родился 6 декабря 1966 г.) — автор бестселлеров и профессор политологии в колледже Гроув-Сити и исполнительный директор Института веры и свободы, — консервативного аналитического центра и политического центра колледжа Гроув-Сити. Также является приглашенным научным сотрудником Гуверовского института. Большая часть исследований посвящена Рональду Рейгану, консервативной политике, холодной войне, коммунизму и католицизму.

## Образование
Первоначально стремясь к медицинской карьере, специализировался в области биохимии и биофизики в Питтсбургском университете, где работал в команде по трансплантации органов доктора Томаса Старзла, пионера трансплантации органов. После получения степени бакалавра интерес к политике побудил его заняться политологией. Получил степень магистра в Школе международных отношений Американского университета и докторскую степень в
Высшей школе общественных и международных отношений Питтсбургского университета. Кроме того, имеет степень почетного доктора
Францисканского университета в Стьюбенвилле, штат Огайо.

## Карьера
Работал в консервативных аналитических центрах Центре стратегических и международных исследований, фонде «Наследие» и Институт государственной политики Аллегейни. Входил в состав редакционной коллегии журнала Presidential Studies Quarterly. Регулярно выступает комментиром трех общенациональных радиопрограмм: American Radio Journal, Moody Broadcasting и Ave Maria Radio Network Кроме того, пишет для журнала American Spectator.
Рейган — фильм, основанный на книгах Кенгора о Рональде Рейгане, должен был выйти прокат в 2021 году , но был перенесен на 30 августа 2024 года.

## Личная жизнь
Кенгор заявил, что он плохо учился в средней школе, но изменился после того, как стал христианином. У него и его жены Сьюзен восемь детей, двое из которых усыновлены. Болеет за команду «Питтсбург Стилерс».

## Сочинения
- Wreath Layer or Policy Player?. Lexington Books, 2002. ISBN 978-0-73-910174-2
- The Reagan Presidency: Assessing the Man and His Legacy, with Peter Schweizer, et al. Rowman & Littlefield Publishers, 2005 ISBN 978-0-74-253415-5
- God and Ronald Reagan: A Spiritual Life. Harper Perennial, 2005. ISBN 978-0-06-057142-9
- God and George W. Bush: A Spiritual Life. Harper Perennial, 2005. ISBN 978-0-06-077956-6
- The Crusader: Ronald Reagan and the Fall of Communism. New York: Regan Books, 2006. ISBN 978-0-06-113690-0
- The Judge: William P. Clark, Ronald Reagan’s Top Hand. with Patricia Clark Doerner. Ft. Collins, CO: Ignatius Press, 2007. ISBN 1-58617-183-6
- God and Hillary Clinton: A Spiritual Life. New York: Harper, 2007. ISBN 978-0-06-113692-4
- Dupes: How America’s Adversaries Have Manipulated Progressives for a Century. Wilmington, Del: ISI Books, 2010. ISBN 978-1-935191-75-9
- The Communist: Frank Marshall Davis: The Untold Story of Barack Obama’s Mentor. Mercury Radio Arts Publishing, 2012. ISBN 978-1451698091
- All The Dupes Fit To Print: Journalists Who Have Served As Tools Of Communist Propaganda, with Cliff Kincaid. CreateSpace Independent Publishing Platform, 2013. ISBN 978-1-49-230010-6
- 11 Principles of a Reagan Conservative. Beaufort Books, 2014. ISBN 978-0-82-530699-0
- Reagan’s Legacy in a World Transformed, with Jeffrey L. Chidester, et al. Harvard University Press, 2015. ISBN 978-0-67-496769-4
- Takedown: From Communists to Progressives, How the Left Has Sabotaged Family and Marriage. WND Books, 2015. ISBN 978-1-94-247510-1
- A Pope and A President: John Paul II, Ronald Reagan, and the Extraordinary Untold Story of the 20th Century. ISI Books, 2017. ISBN 978-1-61-017143-4
- The Politically Incorrect Guide to Communism. Regnery Publishing, 2017. ISBN 978-1-62-157587-0
- The Divine Plan: Reagan, John Paul II and the Dramatic End of the Cold War. With Robert Orlando. ISI Books, 2019. ISBN 978-1-61017-154-0
- The Devil and Karl Marx: Communism’s Long March of Death, Deception, and Infiltration. TAN Books, 2020. ISBN 1505114446
- The Devil and Bella Dodd: One Woman’s Struggle Against Communism and Her Redemption, with Mary Nicholas. TAN Books, 2022. ISBN 1505129184